# الحفر الإبري
الحفر الإبري هي تقنية طباعة فنية لعائلة intaglio حيث تُنخَر الصورة في لوحة باستخدام إبرة حادة من المعدن أو نقطة الماس. مبدأ الطريقة مماثل عمليا للنقش . يكمن الاختلاف في استخدام الأدوات وأن التلال المرتفعة على طول الأخدود لا تُكشط كما هو الحال في النقش. مادة اللوحة المعهودة من النحاس ولكن الآن تستخدم أيضا الأسيتات أو الزنك أو الزجاج بشكل شائع.

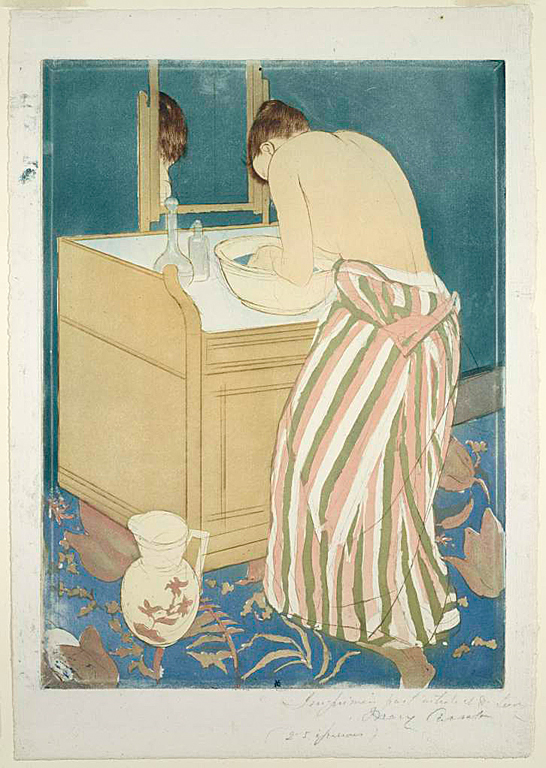
ماري كَسَت لوحة امرأة تستحم، حفر إبري مدمجة بحفر مائي ،